# 布雷斯地区布尔格区
布雷斯地区布尔格区（法語：Arrondissement de Bourg-en-Bresse），又译布雷斯堡区、布尔格昂布雷斯区，是法国安省所辖的一个区。总面积2873.7平方公里，总人口333734，人口密度116人/平方公里（2017年）。主要城镇为布雷斯地区布尔格。

## 辖区
布雷斯地区布尔格区辖有199个市镇。